# 榕樹灣

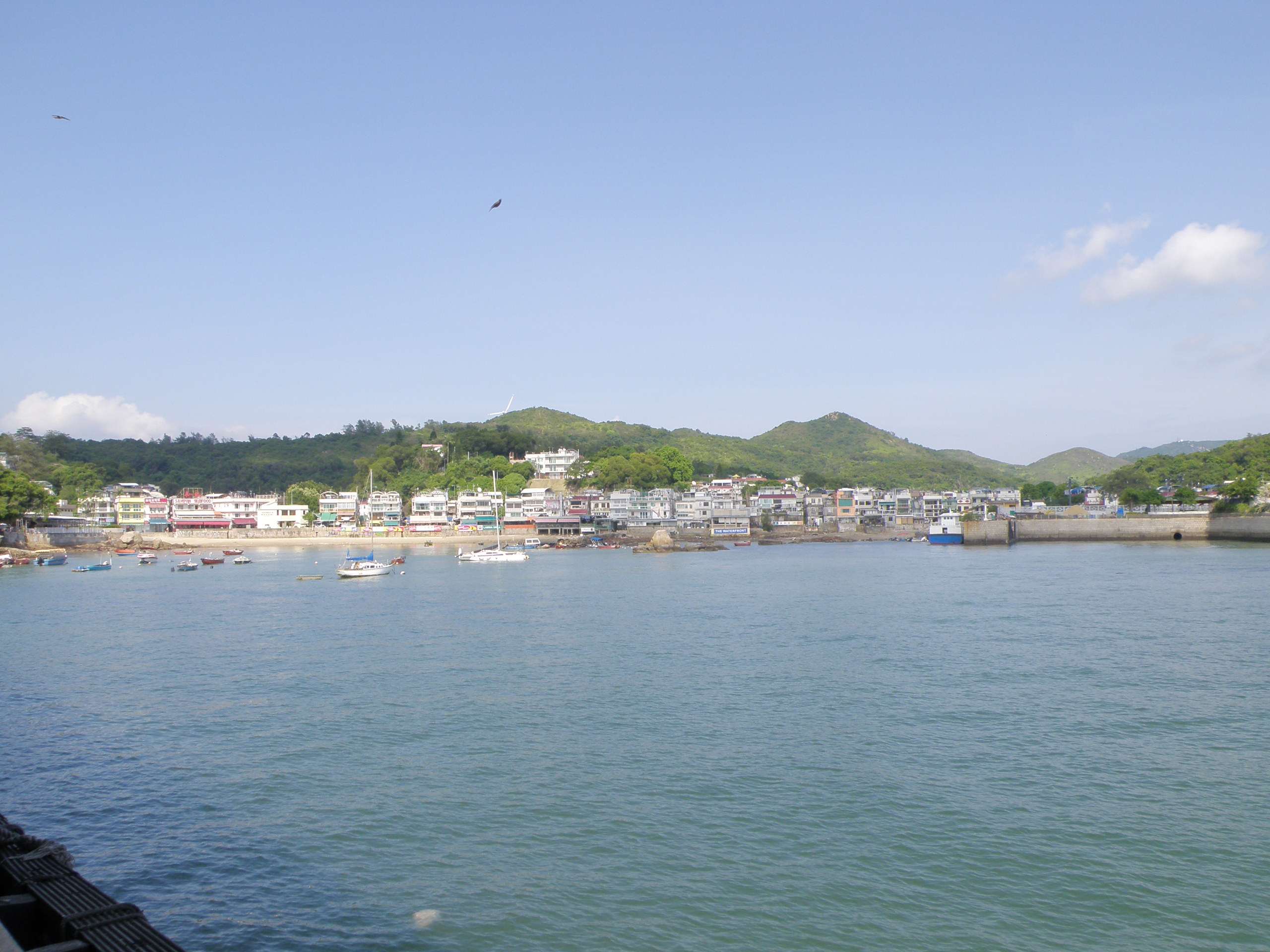
榕樹灣

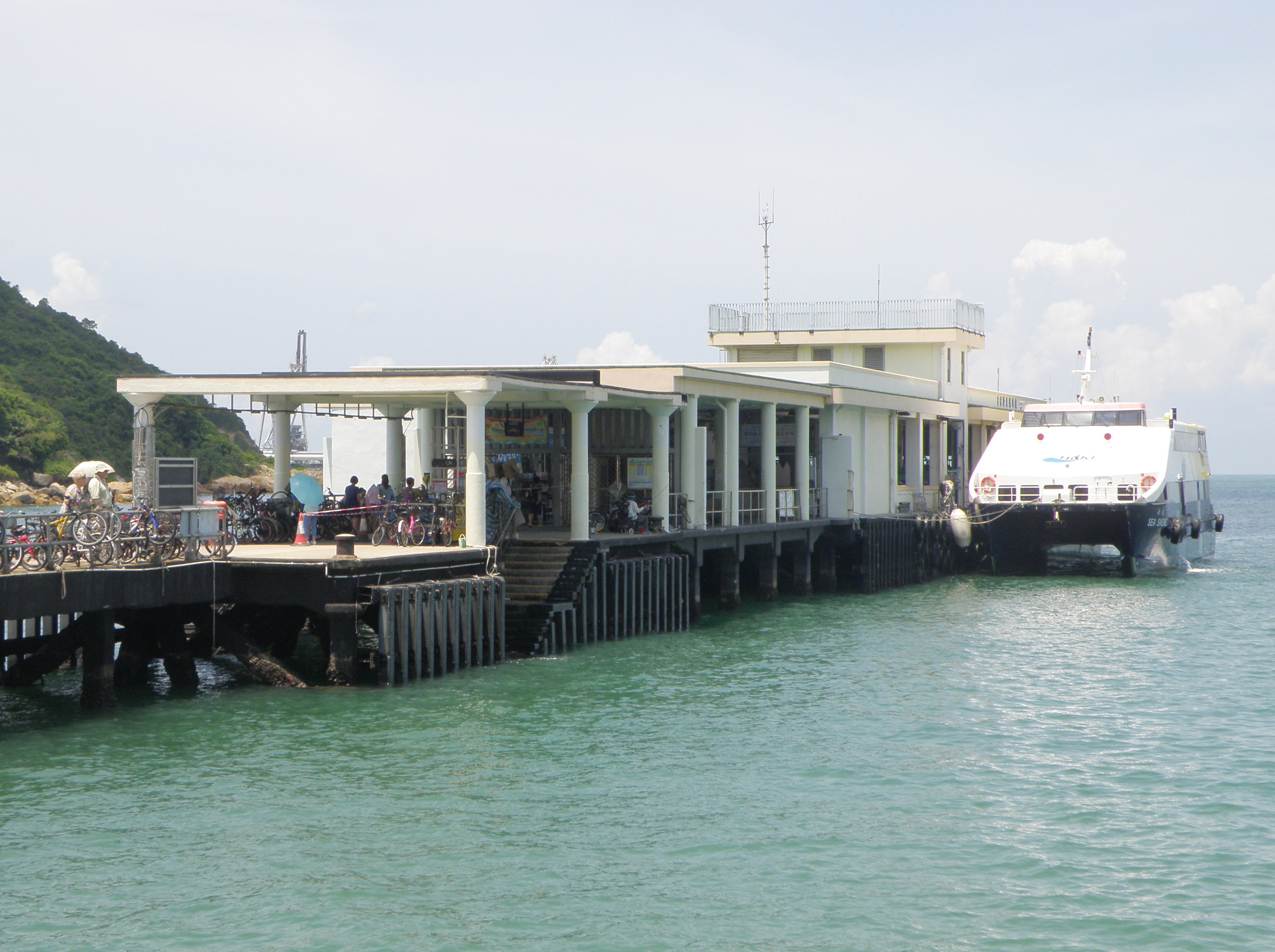
榕樹灣碼頭

榕樹灣（英語：Yung Shue Wan）是香港南丫島西北的一個海灣，北接牙較灣，東望榕樹嶺，南面與香港電燈的南丫發電廠相隔蠄蟧磡。在中環有港九小輪直達榕樹灣，亦有翠華船務來往香港仔（經北角村）。南丫島有70%居民住在榕樹灣一帶，由於鄰近發電廠有一些外籍工程人員，加上其悠閒氣氛，近年吸引不少外國人在此居住，並開設咖啡室和素食餐廳等店舖。
值得一提的是，政府曾擬於1970年代，在榕樹灣、牙較灣一帶興建煉油廠，並曾進行招標。然而，計劃最後不了了之，因此兩地得以保持原貌。

## 相片

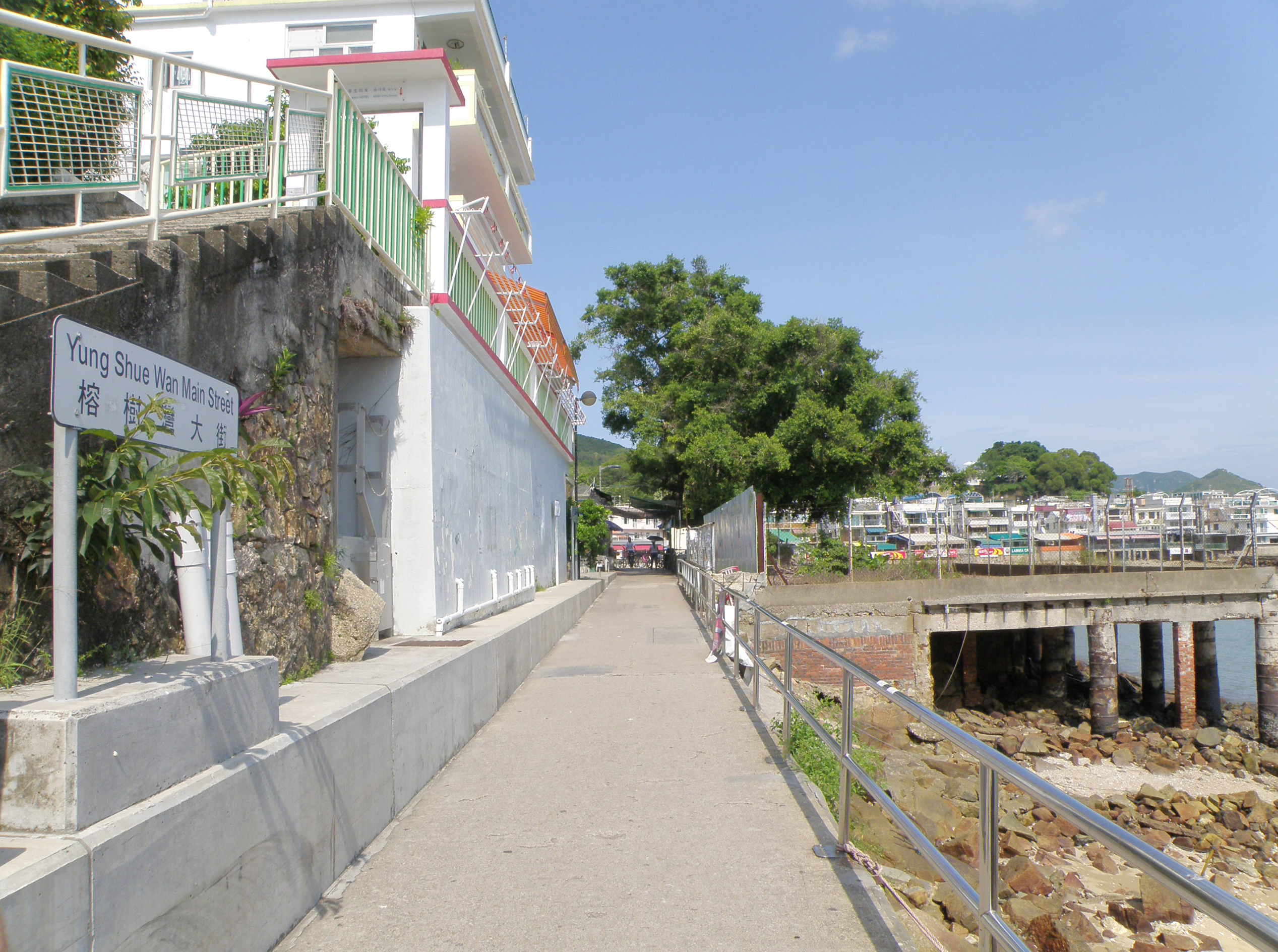
榕樹灣大街
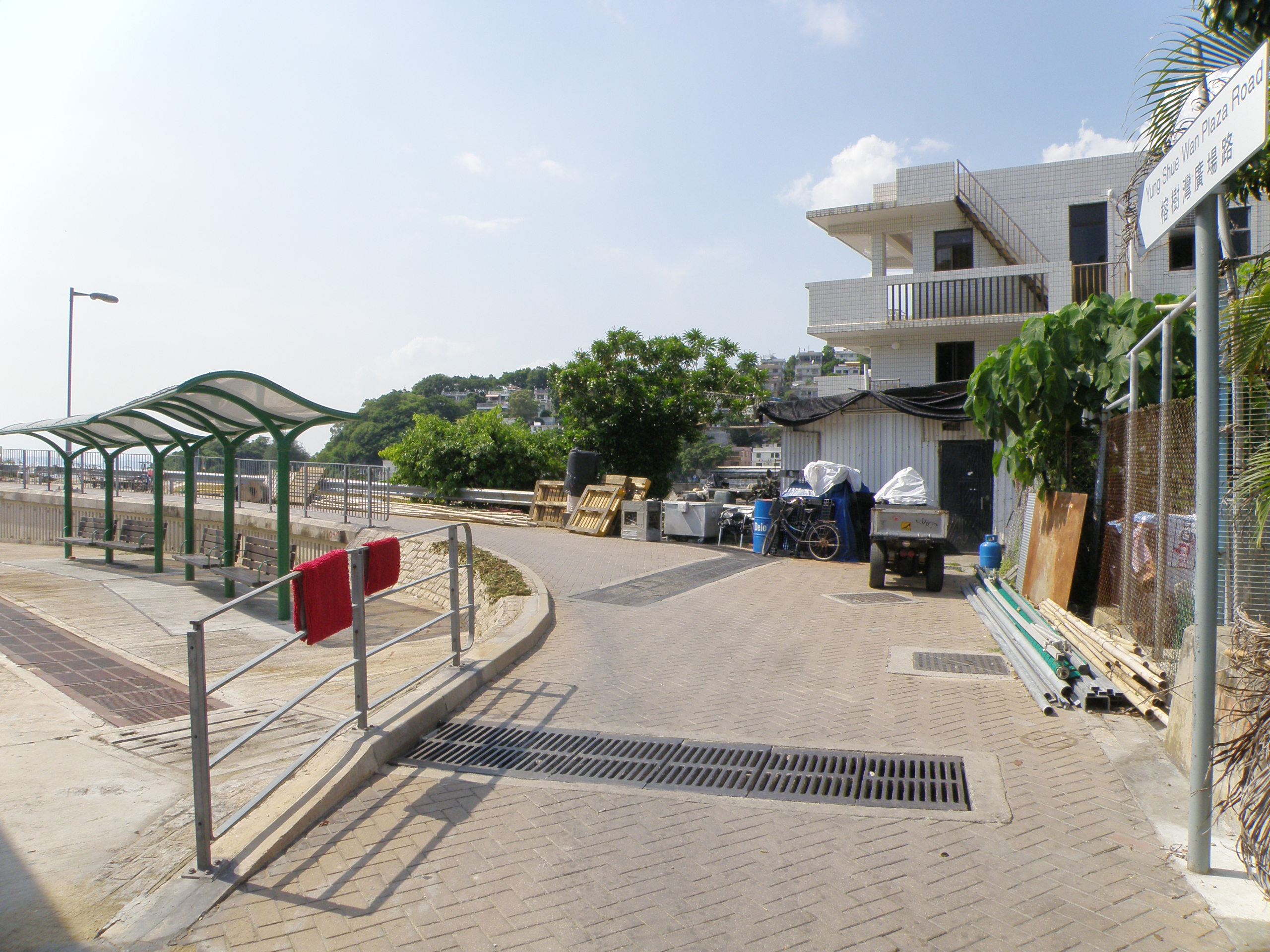
榕樹灣廣場路
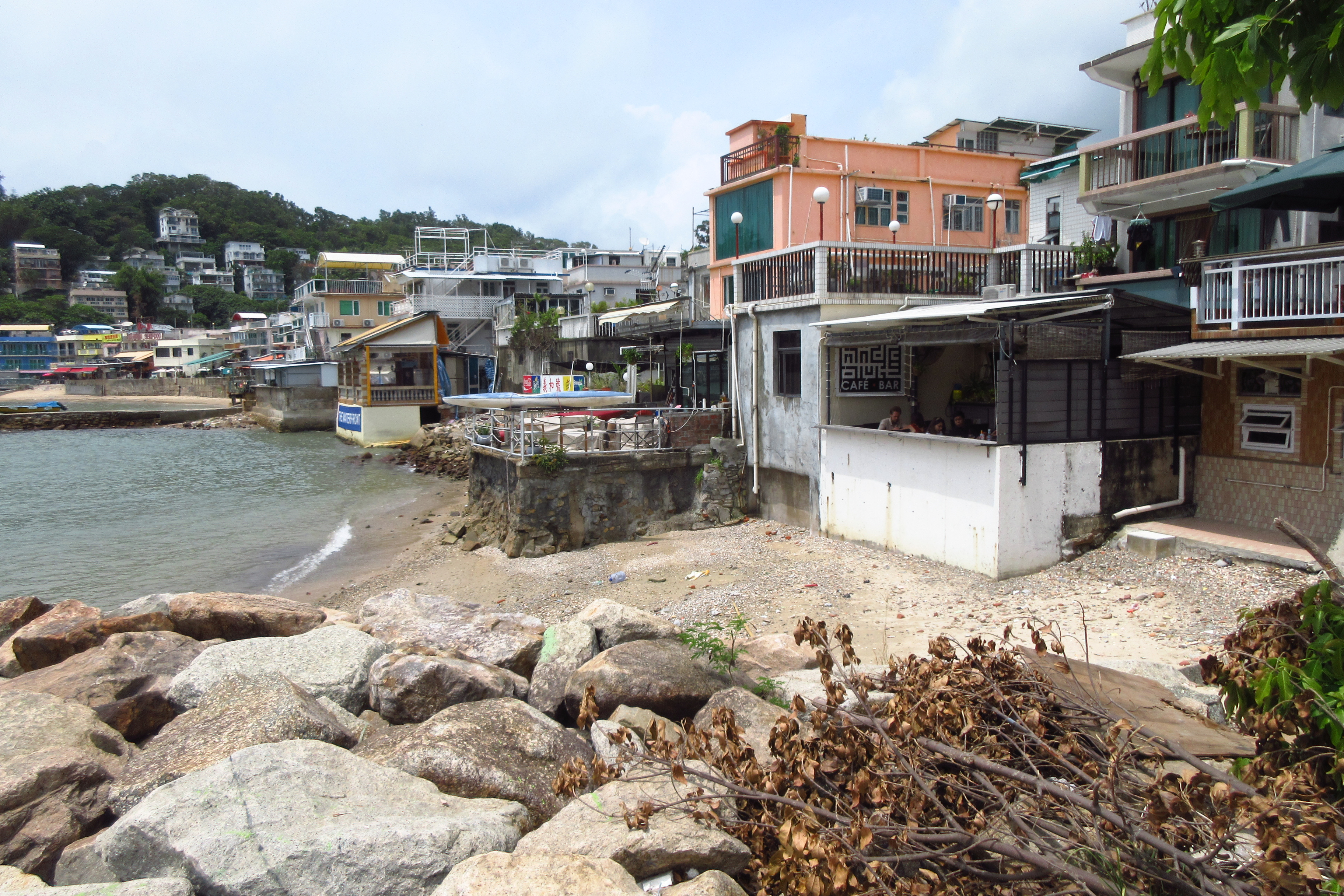
榕樹灣的房屋
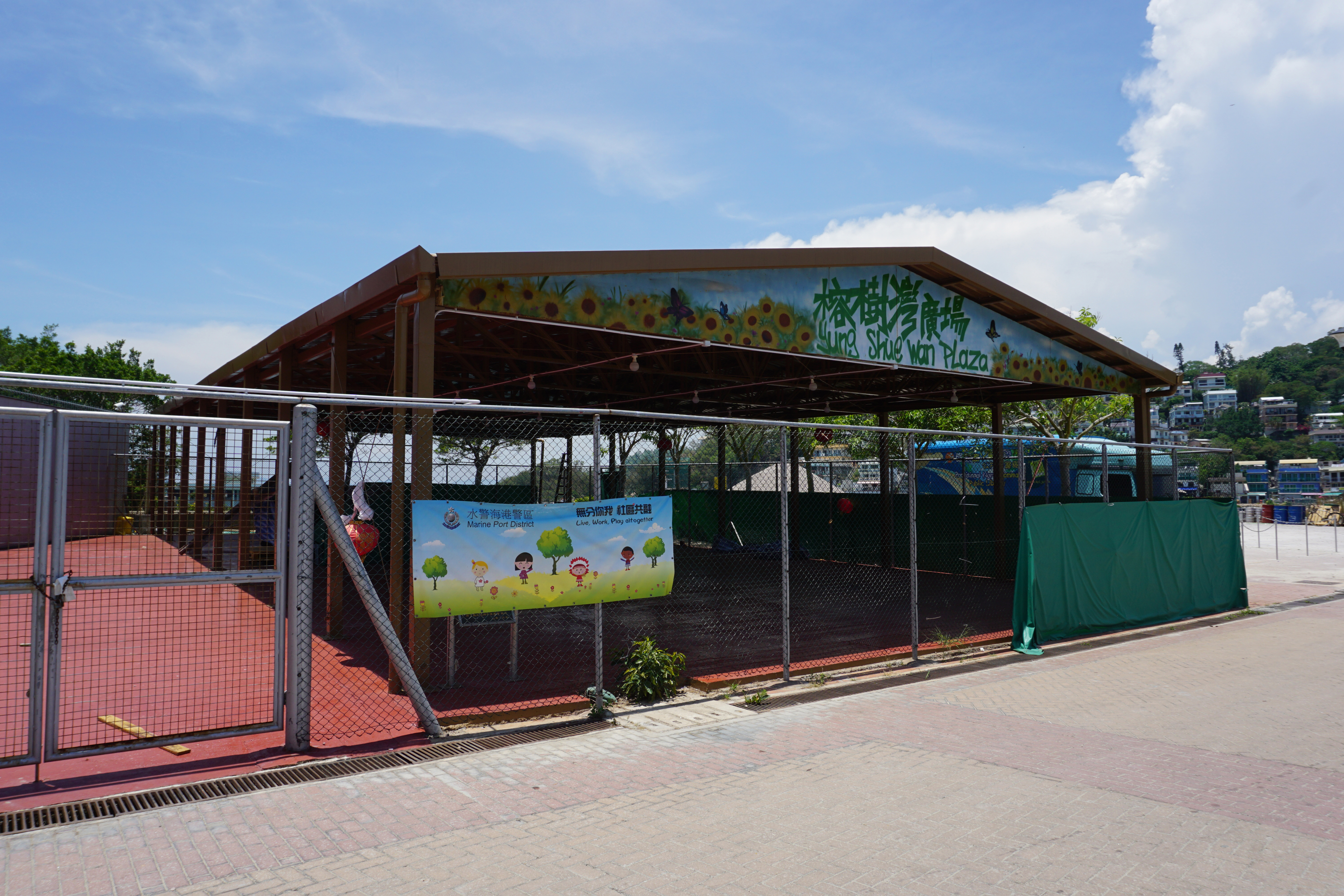
榕樹灣廣場
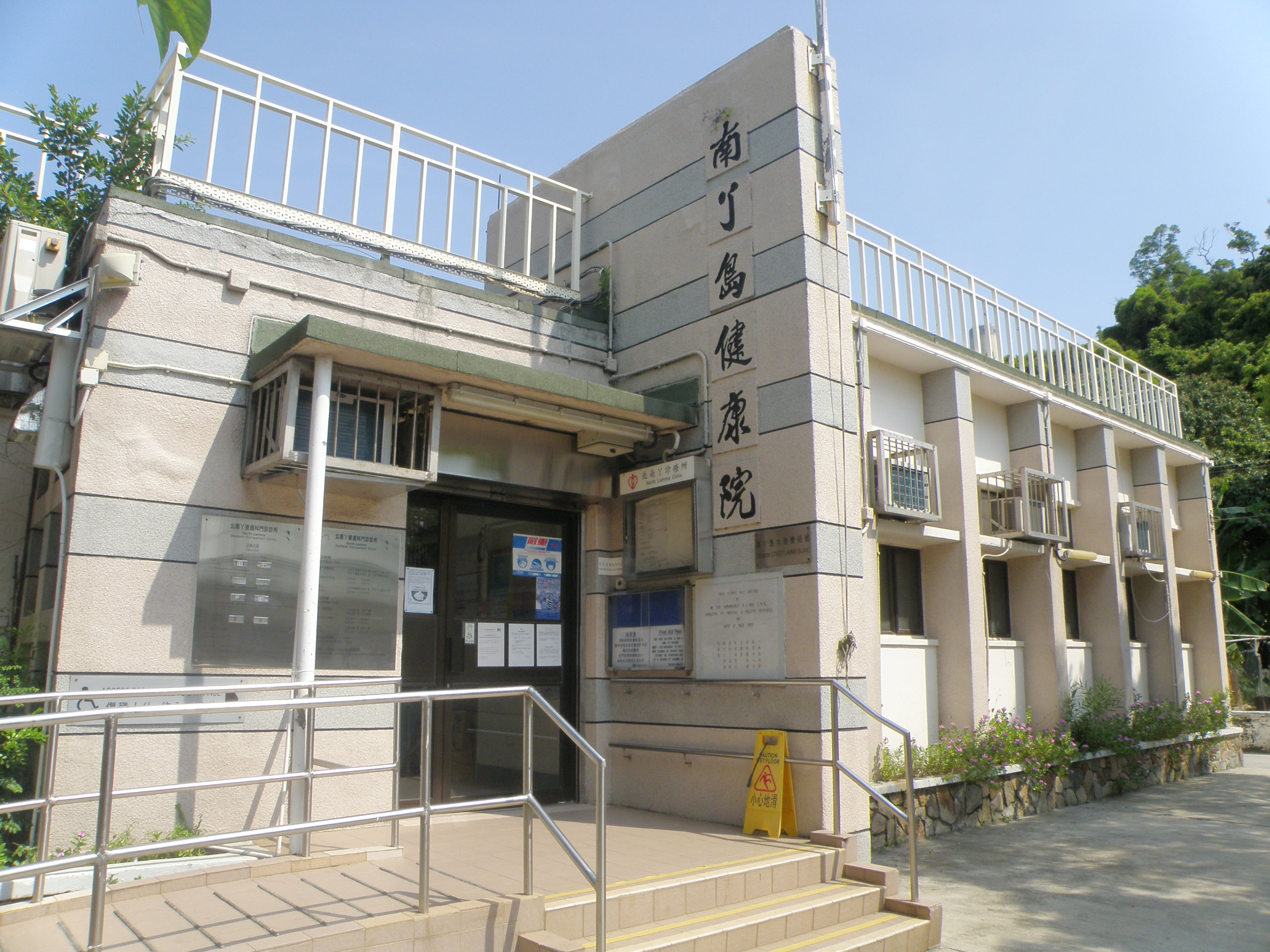
北南丫診療所
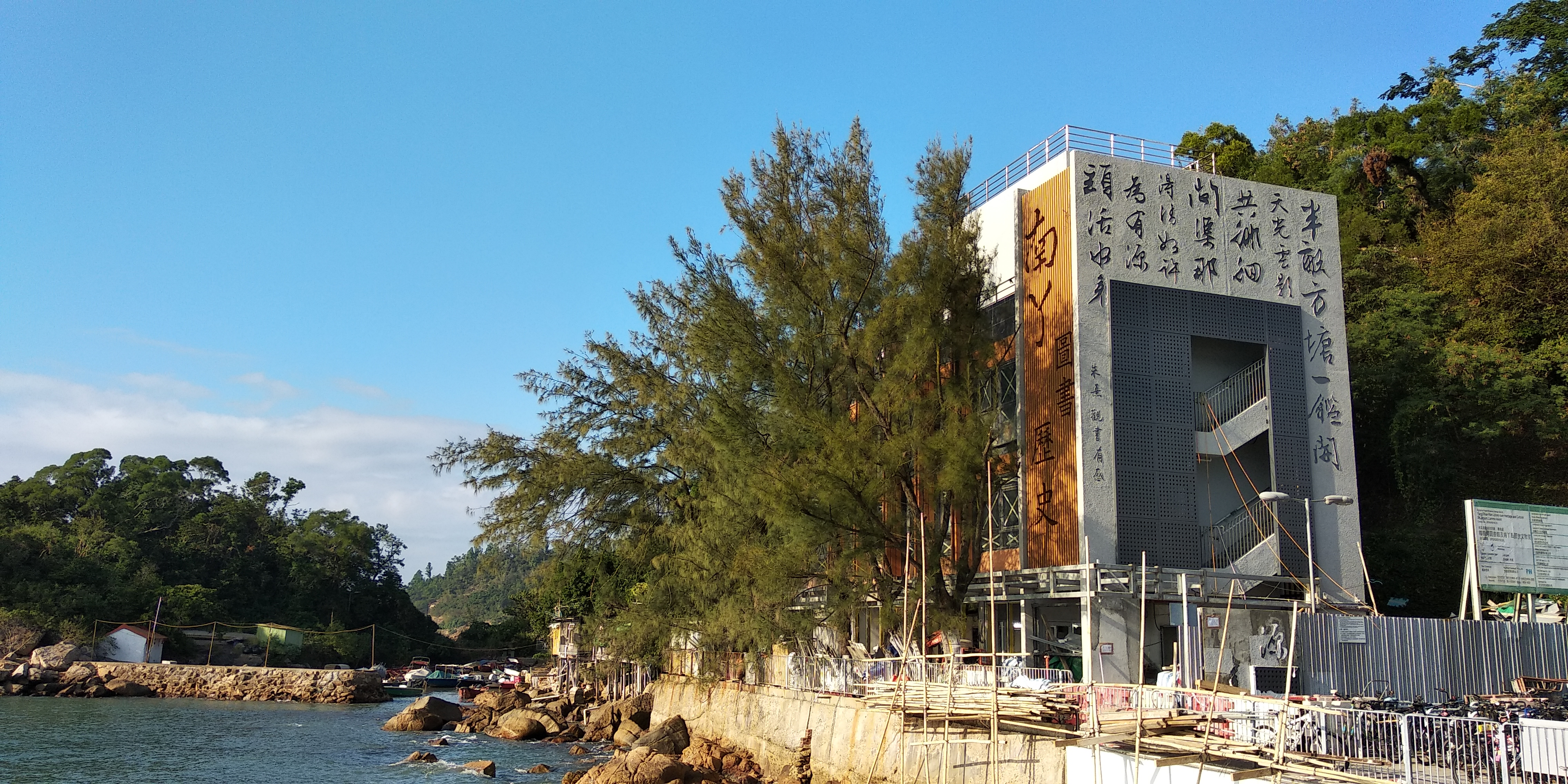
興建中的榕樹灣圖書館及南丫島歷史文物室（2018年11月）

### 全景

榕樹灣全景

## 相關資訊
- 洪聖爺灣
- 索罟灣
- 南丫島撞船事故
- 南丫島

## 外部連結
- 榕樹灣 離島之旅

1. ↑   (报告). 香港政府. 1973-12.